# Yibuti en los Juegos Olímpicos de Seúl 1988
Yibuti estuvo representado en los Juegos Olímpicos de Seúl 1988 por seis deportistas masculinos que compitieron en dos deportes.
El portador de la bandera en la ceremonia de apertura fue el atleta Hussein Ahmed Salah.

## Medallistas
El equipo olímpico yibutiano obtuvo las siguientes medallas:
| Nombre              | Deporte   | Competición |
| ------------------- | --------- | ----------- |
| Oro                 |           |             |
| —                   |           |             |
| Plata               |           |             |
| —                   |           |             |
| Bronce              |           |             |
| Hussein Ahmed Salah | Atletismo | maratón M   |